# Влада Милана Обреновића (књига)
Влада Милана Обреновића је тротомна дводелна историографско-уставноправна студија Слободана Јовановића из 1926. године, односно 1934. године, објављена у издању Издавачке књижаре Геца Кон а.д. из Кнез Михаилове улице бр. 12 у Београду. Књига анализира период владавине краља Милана Обреновића.

## О аутору
Слободан Јовановић (1869-1958) је био српски и југословенски правник и историчар, доктор правних наука, професор и декан Правног факултета Универзитета у Београду, ректор Универзитета у Београду, председник Српске краљевске академије, председник Министарског савета Краљевине Југославије, оснивач и председник Српског културног клуба. Сматра се најзначајнијим домаћим правним теоретичарем и писцем. Његова дела су, иако фундаментална у области опште правне теорије и теорије државе, дуго била скрајнута у времену комунистичке Југославије, будући да је Јовановић током Другог светског рата био председник југословенске краљевске владе у емиграцији и да је у одсуству осуђен на Београдском процесу 1946. године.

## Опис
Јовановић се у писању прве књиге служио свим доступним мемоарским списима: Јован Ристић Спољашњи одношаји Србије (књига трећа) и Дипломатска историја Србије, Записи Јеврема Грујића (који садрже тајне одлуке Народне скупштине и протоколе Министарског савета), Моје успомене Љубомира Каљевића, Белешке поводом једне дипломатске историје Милана Пироћанца, Мемоаре грофа Чедомиља Мијатовића, затим дела Српско-турски рат и Србија на Берлинском конгресу др Хипократа Владана Ђорђевића и Операције моравско-тимочке војске генерала Саве Грујића.
За другу књигу, користио је извештаје аустроугарског посланика из Београда, мемоаре Вукашина Петровића, дневник Милана Милићевића, списе председника Српске краљевске академије генерала Јована Мишковића (са преписима мемоара краљице Наталије Обреновић), Радивоја Милојковића, Владимира Јовановића, Историју српских државних дугова Милорада Недељковића (1900), Историју социјализма у Србији Драгише Лапчевића (1922), Историју тајне конвенције Гргура Јакшића (Архив за правне и друштвене науке, 1924. и 1925)... Друго издање из 1934. године, допунио је и писмима Николе Пашића упућених Михаилу Стоиљковићу између 1883. и 1885. године, писмима генерала Франтишека Заха упућених Тимотију Кнежевићу (из личне архиве Радослава Брашована), успоменама проте Алексе Илића и бројним другим текстовима.

### Књига прва
Прва књига је објављена 1926. године и она обухвата период од ступања на власт кнеза Милана Обреновића 1868. године до Берлинског конгреса 1878. године. Дате су биографије намесника Миливоја Петровића Блазнавца и Јована Ристића, опис првобитне Либералне странке, опис суђења убицама кнеза Михаила, разматрана је улога следбеника Карађорђевића у завери, као и великих сила. Затим, пружа се анализа Намесничког устава из 1869. године и владавина намесничког режима, делатност Уједињене омладине српске Светозара Милетића у Војводини и политички ангажман социјалисте Светозара Марковића, закључно са припремама за Српско-турске ратове (1876-1878).

### Књига друга
Друга књига се појавила 1927. године и она је обухватала период од Берлинског конгреса до абдикације краља Милана Обреновића. Услед обимности, књига је изашла у два дела. На почетку се даје приказ Српско-турских ратова (1876-1878) и долазак руског генерала Михаила Черњајева. Следе описи Тополске буне, стрељања пуковника Јеврема Марковића (старијег брата Светозара Марковића), Санстефанског мира, пад Јована Ристића, владавина напредне странке, збацивања митрополита Михаила...

### Књига трећа
Трећа књига је изашла 1934. године. Она говори о програму и организацији Народне радикалне странке, Пери Тодоровићу, сукобима радикала и напредњака, Тимочкој буни, Тајној конвенцији, Српско-бугарском рату 1885. године (битка код Сливнице), разводу краља Милана и краљице Наталије, Радикалском уставу и краљевој абдикацији.

## Издања
Прво издање прве књиге се појавило 1926. године, а издавач је била Издавачка књижарница Геца Кон из Кнез Михаилове улице бр. 1 у Београду. Први део друге књиге је изашао већ 1927. године, а други део друге књиге 1934. године.
Поново се појавила тек 1990. године у оквиру првог издања сабраних дела Слободана Јовановића у 12 томова, које су заједнички издали Београдски издавачко-графички завод (БИГЗ), Југославија Публик и Српска књижевна задруга. Приређивач издања је био историчар др Радован Самарџић, редовни члан Српске академије наука и уметности, директор Балканолошког института и председник Српске књижевне задруге. Тада је изашла у два тома.
Издавачко предузеће Просвета је 2005. године објавило библиофилско издање сабраних дела Слободана Јовановића у 17 томова.